# 紫毛双药芒
紫毛双药芒（学名：Diandranthus taylorii）为禾本科双药芒属下的一个种。

## 扩展阅读
- 維基物種上的相關：紫毛双药芒